# 孟家乡
孟家乡是中国黑龙江省哈尔滨市呼兰区下辖的一个乡，位于松嫩平原中部。